# Gouverneur (motorfiets)
Gouverneur is een historisch merk van motorfietsen.
De bedrijfsnaam was: Gouverneur Fahrradwerke, Paul Erbrecht, Schöppenstadt.
Dit was een Duitse fietsenfabriek die motorfietsen van 1903 tot 1907 met 3pk-G.N.-inbouwmotoren produceerde.